# Seznam bolivijskih politikov
Seznam bolivijskih politikov.

## A
- Jeanine Áñez Chávez
- Luis Arce

## B
- Hugo Banzer Suarez
- René Barrientos

## C
- David Choquehuanca
- Eva Copa

## D
- Hilarión Daza
- Eduardo Del Castillo
- Samuel Doria Medina

## F
- Jhonny Fernández

## L
- Álvaro García Linera
- Gonzalo Sánchez de Lozada

## M
- Marian Melgarejo
- Evo Morales

## P
- Jose Pando
- Víctor Paz Estenssoro
- Rodrigo Paz Pereira
- Maria Nela Prada

## Q
- Carlos Quintanilla Quiroga
- Jorge Quiroga

## R
- Manfred Reyes Villa
- Andrónico Rodríguez

## S
- Hernán Siles

## T
- Franz Tamayo
- Juan José Torres
- David Toro

## U
- Mamerto Urriolagoitia

## V
- Gualberto Villarroel

## Z
- Juan José Zúñiga (general)